# Измайлович, Екатерина Адольфовна
Екатерина Адольфовна Измайлович (1881, Санкт-Петербург — 27 января 1906, Севастополь) — эсерка, участница революционного движения в Российской империи, совершившая неудачное покушение на адмирала Г. П. Чухнина. Сестра Александры Измайлович.

## Биография
Екатерина Измайлович по происхождению дворянка, родилась в 1881 году в семье офицера-артиллериста. Отец, Адольф Викентьевич Измайлович (род. в 1845 г.) — генерал-лейтенант русской армии. Как и многие молодые девушки знатного происхождения, вслед за своей старшей сестрой связалась с революционным движением и вступила в партию социалистов-революционеров.
В 1906 году по постановлению Боевой организации эсеров осуществила покушение на главного командира Черноморского флота адмирала Чухнина. 27 января она явилась во дворец Чухнина на приём под видом просительницы и выстрелила в него несколько раз из револьвера. Адмирал был ранен в плечо и в живот, но остался жив. Сама Измайлович была убита во время покушения.
"27-го января, в гор. Севастополе, к вице-адмиралу Чухнину явилась молодая женщина, назвавшаяся дочерью адмирала Чалеева. Будучи принята и воспользовавшись тем, что присутствовавший адъютант отошел в сторону, просительница вынула из кармана пистолет "Браунинга" и произвела в вице-адмирала Чухнина четыре выстрела, причинившие ему тяжелые поранения. Стрелявшая женщина была убита часовым".

Иначе история изложена в воспоминаниях  Дубинина, ординарца адмирала Чухнина, в изложении М. А. Ромася:
…Говорит, хочу видеть адмирала. Доложили. Принял без задержки. Только эдак через минуту-две — вдруг: бах, бах, бах! Как мы всегда неотлучно были при адмирале, вот первый я и вбежал. Стоит эта самая барышня одна, плюгавенькая, дохленькая и вся белая-белая как снег, стоит спокойно, не шевельнётся, а револьвер на полу около её ног валяется. — «Это я стреляла в Чухнина, — говорит твёрдо: за расстрел „Очакова“». Смотрим, адмирала тут нет, только из другой комнаты выбежала жена его, кричит, как бы в безумии: «Берите её мерзавку… скорей берите». Я, конечно, позвал своего постоянного подручного. И что бы вы думали? Смотрим, а наш адмирал-то вылезает из-под дивана. Тут он уже вместе с женой закричал: «Берите скорей, берите её!» Ну, вот мы её сволокли во двор и там покончили быстро…  И что вы думаете: вот уже много лет мы около него неотлучны. Ходили в поход, часто генерал подвергался большой опасности быть убитым, стоял, могу сказать, на вершок от смерти, ближе чем вчера — и ничего. А тут какая-то плюгавка, совсем из себя невидная…